# Røvær
Røvær est un groupe de petites îles situées au large du centre de Haugesund dans le comté de Rogaland en Norvège.

## Description
Elle compte moins 'une centaine de résidents permanents ainsi que les résidents saisonniers et des visiteurs qui louent des maisons de vacances, séjournent à l'auberge (Røvær Sjøhus) ou le nouvel hôtel (hôtel de culture Røvær). Les résidents permanents qui ne sont pas à la retraite vivent grâce à l'agriculture, la pêche, au service de bateau express, enseignants à l'école locale de l'île, à la ferme de poisson (saumon) ou se rendent sur le continent. Il y a un service de bateau express régulier entre Røvær, Feøy et Haugesund. La plupart des habitants possèdent un bateau privé et une voiture garée à Haugesund. Les bateaux ont la capacité de prendre une voiture à bord; une route directe entre Røvær et Haugesund prend 25 minutes dans un sens. Le temps peut être agréable en été (juin à août) avec des températures entre 15 et 27 degrés Celsius. La température en hiver tournent autour de -5 à 10 degrés Celsius.
Au cours de la Seconde Guerre mondiale, l'île fut occupée par les Allemands et il y a encore une casemate en béton sur la plus haute colline (appelé Varden).